# Vriesea reitzii
Vriesea reitzii är en gräsväxtart som beskrevs av Elton Martinez Carvalho Leme och And.Costa. Vriesea reitzii ingår i släktet Vriesea och familjen Bromeliaceae. Inga underarter finns listade i Catalogue of Life.